# Jean-Marc Germain
Pour les articles homonymes, voir Germain.
Jean-Marc Germain, né le 12 juin 1966 à Lyon (Rhône), est un homme politique français.
Membre du Parti socialiste, il est député de la 12e circonscription des Hauts-de-Seine de 2012 à 2017 et député européen élu en 2024. Sa carrière est étroitement liée à Martine Aubry.

## Biographie

### Carrière professionnelle
Diplômé de l'École polytechnique,, il entre en 1992 à la direction de la prévision, au ministère de l’Économie et des Finances. En août 1997, il rejoint le cabinet de Martine Aubry au ministère de l’Emploi et de la Solidarité en tant que conseiller technique, puis en 2000 le cabinet de Lionel Jospin à Matignon. En 2003, il retrouve Martine Aubry à la communauté urbaine de Lille métropole, en tant que directeur général adjoint des services. Toujours auprès de Martine Aubry, il devient en 2005 directeur général des services de la ville de Lille, et en 2008 directeur de cabinet de Martine Aubry, alors à la fois présidente de Lille métropole et première secrétaire du Parti socialiste.
Après sa défaite aux élections législatives de 2017, il retrouve un poste dans l'administration (chargé de mission à l'Insee).

### Parcours politique

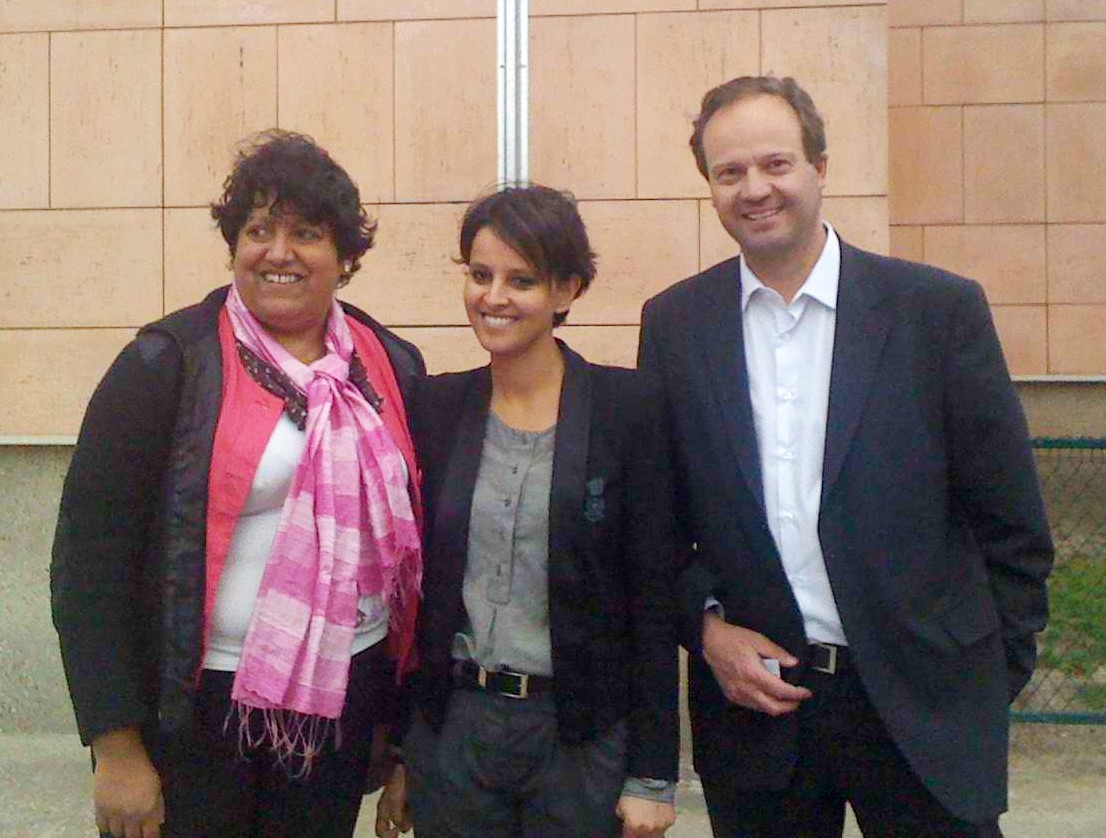
Jean-Marc Germain en campagne à Châtillon en juin 2012 en compagnie de sa suppléante Martine Gouriet et de la ministre Najat Vallaud-Belkacem.

Ancien directeur de cabinet de Martine Aubry au Parti socialiste (PS), Jean-Marc Germain est élu député de la 12e circonscription des Hauts-de-Seine au second tour des élections législatives de 2012, face à Philippe Pemezec.
À la suite du congrès de Toulouse de 2012, il est désigné secrétaire national du PS chargé de l'emploi et du travail. Il devient secrétaire national chargé des relations internationales et de la Francophonie en mars 2014.
Faisant partie du groupe de députés dits « frondeurs », il soutient Benoît Hamon au second tour de la primaire citoyenne de 2017 et devient codirecteur de sa campagne présidentielle avec le député Mathieu Hanotin.
Lors des élections législatives de 2017, il est éliminé au premier tour, en 4e position avec 9,24 % des voix. Le 8 juillet 2017, il intègre la direction collégiale du PS.
Il figure en 9e position sur la liste « Envie d'Europe écologique et sociale » pour les élections européennes de 2019. En juin 2021, il est élu au conseil régional d'Île-de-France.
En 2024, lors des élections européennes, Jean-Marc Germain se présente au sein de la liste d'alliance entre le Parti socialiste et Place publique menée par Raphaël Glucksmann, à la 7e place ; il est ainsi élu député européen.

### Vie privée
En juin 2004, il se marie avec Anne Hidalgo, alors adjointe au maire de Paris, rencontrée au cabinet de Martine Aubry en 1999. Ils ont ensemble un fils, Arthur, né en 2001. Le maire de Paris, Bertrand Delanoë, célèbre le mariage, dont Martine Aubry est l'un des témoins.

## Publication
- Tout avait si bien commencé : journal d'un « frondeur », éditions de l'Atelier, 2015.